# Combat Mission: Red Thunder
Combat Mission: Red Thunder est un jeu vidéo de type wargame développé et édité par Battlefront.com, sorti en 2014 sur Windows.

## Accueil
- Canard PC : 7/10[1]